# Каракалпак (міське селище)
40°51′33″ пн. ш. 72°21′19″ сх. д. / 40.85917° пн. ш. 72.35528° сх. д.
Каракалпак (узб. Қорақалпоқ, Qoraqalpoq) — міське селище в Узбекистані, в Андижанському районі Андижанської області.
Розташоване у Ферганській долині, на річці Бугази, за 3 км на захід від Куйган'яра, за 4 км на північ від Андижана. Через селище проходить автошлях Андижан—Чумбагіш—Арал—Пахтаабад. На півдні межує з селищем Чумбагіш.
Населення 2,4 тис. мешканців (1990). Статус міського селища з 2009 року.